# C/1981 H1 Bus
C/1981 H1 (Bus) è la seconda cometa scoperta dall'astronomo statunitense Schelte John Bus.

## Principali caratteristiche orbitali
La cometa è definita cometa non periodica in quanto avendo un lunghissimo periodo, circa 125.000 anni, non rientra tra le comete periodiche, che per definizione non possono avere periodi eccedenti i 200 anni. La sua orbita è retrograda avendo un'inclinazione orbitale di oltre 160°.